# Palacio del Barón de Benifayó
El palacio del Barón de Benifayó, también conocido como el palacio de los condes Villar de Felices o como casa de la Rusa, es un edificio de estilo neomudéjar con un cuerpo central y dos torres almenadas que se encuentra situado en el centro de San Pedro del Pinatar (Región de Murcia, España). 

## Historia
La construcción de este palacete se realizó por encargo de D. Julio Falcó d'Adda, Barón de Benifayó y se terminó de construir en 1892. Al mismo tiempo encargó otro similar en la isla Mayor del Mar Menor, aunque éste sólo disponía de una torre almenada. Sus propietarios han sido principalmente nobles como los condes de Locatelli, etc.
El palacio estuvo habitado por el barón de Benifayó hasta que falleció en la misma en 1899. También es conocido como la «Casa de la rusa», al ser vivienda de una señora de esa nacionalidad durante unos años. Sus últimos propietarios fueron los Condes de Villar de Felices.
Originalmente disponía de unos extensos terrenos ajardinados que fueron cedidos, a finales del siglo XX, en su mayor parte al municipio por la condesa de Campo Hermoso y Villar de Felices y convertidos en el parque adyacente con su nombre. Actualmente el palacio es la sede del Museo Arqueológico y Etnográfico de San Pedro del Pinatar.

## Arquitectura
Se puede considerar un ejemplo de arquitectura neomudéjar. Fue proyectada por el arquitecto Lorenzo Álvarez Capra en 1878 como una copia de su pabellón de España en la Exposición Universal de Viena en el año 1873. Se trata de una edificación con planta rectangular cuya estructura de muros de carga la divide en dos grandes crujías en sentido longitudinal. Su uso era como residencia de recreo, con aspecto similar a un castillo por sus almenas y sus dos torres.